# Tom Steels
Tom Steels, född 2 september 1971 i Sint-Gillis-Waas, är en belgisk före detta professionell tävlingscyklist. Han har främst blivit känd tack vare sin explosivitet och styrka i spurterna.
Steels blev professionell i Vlaanderen 2002-stallet. 1996 flyttade han över till det mäktiga Mapei-stalkket och gjorde sig direkt ett namn genom att vinna semiklassikerna Omloop Het Volk och Gent-Wevelgem. 1997 vann Steels det belgiska nationsmästerskapets linjelopp. 1998 blev Steels bästa säsong då han inte bara blev belgisk linjeloppsmästare utan också vann fyra etapper i Tour de France. Steels har efter det blivit belgisk linjeloppsmästare ytterligare två gånger, 2002 och 2004 samt vunnit ytterligare fem etapper i Tour de France.
Tom Steels slutade trea i Paris-Roubaix 1999 efter sina stallkamrater Andrea Tafi och Wilfried Peeters. Senare samma år vann han tre etapper på Tour de France.
Steels slutade som professionell cyklist efter säsongen 2008. Under sin sista säsong tävlade han för det belgiska stallet Landbouwkrediet-Tönissteiner.
Tom Steels är kusin till cyklisten Stijn Steels.

## Stall
- Vlaanderen 2002 1994–1996
- Mapei 1996–2002
- Landbouwkrediet-Colnago 2003–2004
- Davitamon-Lotto 2005–2006
- Predictor-Lotto 2007
- Landbouwkrediet-Tönissteiner 2008